# Franciszek Ksawery Hornowski
Franciszek Ksawery Hornowski herbu Korczak – sędzia ziemiański brzeskolitewski w latach 1792-1794, sędzia ziemski brzeskolitewski w latach 1765-1792.
Poseł na sejm 1782 roku z województwa brzeskolitewskiego.